# مسجد گلشن
مسجد گلشن مربوط به دوره قاجار است و در گرگان، ابتدای خیابان شهید رجایی واقع شده است. بنای اصلی مسجد از دوره صفویه می‌باشد ولی در دوره قاجاریه تغییرات زیادی در آن انجام‌شده است.
این مسجد در سال‌های اخیر علی رغم ثبت تاریخی، تخریب و مسجد جدیدی با اسلوب مشابه مسجد قدیمی جایگزین آن شده است. گفته می‌شود که ایوان جنوبی مسجد به بنای اولیه مربوط است، اما ظاهر بنا نشان می‌دهد که به‌صورت کامل بازسازی و تزئین شده است. 
این اثر در تاریخ ۲۷ دی ۱۳۵۵ با شمارهٔ ثبت ۱۳۴۶ به‌عنوان یکی از آثار ملی ایران به ثبت رسیده است.
این بنا توسط حاج امیر مولودی و حسین صفرنژاد مدیریت می‌شود.